# Marek Ciesielczuk
Marek Ciesielczuk (ur. 1967 w Hrubieszowie) – polski urzędnik i dyplomata; Konsul Generalny w Toronto (2008–2012 oraz od 2025), Barcelonie (2015–2018) i Szanghaju (2018–2022).

## Życiorys
Marek Ciesielczuk w 1992 ukończył Moskiewski Państwowy Instytut Stosunków Międzynarodowych, uzyskując tytuł magistra stosunków międzynarodowych. W trakcie studiów odbył staż w ambasadzie polskiej w Tunisie, jednocześnie uczęszczał na kursy języka arabskiego na tamtejszym uniwersytecie im. Az-Zajtuna.
W 1993 rozpoczął karierę w Ministerstwie Spraw Zagranicznych. Związany był przede wszystkim z pionem konsularno-polonijnym. Od 1996 do 2000 przebywał na placówce w Tel Awiwie w randze I sekretarza na stanowisku do spraw konsularnych. Następnie w Biurze Kadr odpowiadał za koordynację polityki personalnej na placówkach europejskich. W 2002 został kierownikiem Wydziału Ruchu Osobowego Konsulatu Generalnego w Nowym Jorku, odpowiadając za kwestie wizowe, paszportowe, obywatelskie, uzyskiwanie prawa pobytu w Polsce. W 2005 awansował na stanowisko radcy. W 2006 powrócił do Departamentu Konsularnego i Polonii MSZ, gdzie rok później został naczelnikiem Wydziału Opieki Konsularnej, specjalizując się w sytuacjach kryzysowych obywateli polskich za granicą. Pełnił następnie funkcje dyrektora Departamentu Konsularnego MSZ (2013–2015) oraz konsula generalnego kolejno w: Toronto (2008–2012), Barcelonie (2015–2018) i Szanghaju (od 10 września 2018 do 2022). W 2023 został zatrudniony na stanowisku głównego specjalisty w Urzędzie do Spraw Cudzoziemców.  gdzie zajmował się problematyką migracji i azylu oraz odpowiadał za kontakty szefa urzędu z zagranicą. W lutym 2024 wrócił do MSZ, odpowiadając w Departamencie Ameryki za relacje ze Stanami Zjednoczonymi. W styczniu 2025 ponownie objął stanowisko konsula generalnego w Toronto.
Żonaty z Beatą Ciesielczuk. Zna biegle język angielski, arabski, rosyjski oraz hiszpański. 